# Macroteleia diegoi
Macroteleia diegoi är en stekelart som beskrevs av Jean Risbec 1956. Macroteleia diegoi ingår i släktet Macroteleia och familjen Scelionidae. Inga underarter finns listade i Catalogue of Life.